# Historos
Historos (in greco antico: Ἰστορος?, Historos; fl. IV secolo a.C.) è stato un medaglista greco antico.
Incisore di conii, la sua firma appare su  monete di Thurium, databili nella prima metà del IV secolo a.C.; le monete recano la legenda ιστορος.
La firma di Historos appare su un tetradramma di Thurium, presente nella collezione de Luynes e descritta da Friedrich Imhoof-Blumer. La monete è citata da poco tempo dopo Raffaele Garrucci ed illustrata nella tavola CVI. 
La moneta, datata allora nel periodo 390-350 a.C., reca al dritto la testa elmata di Atena volta a destra. Sull'elmo attico è raffigurato Scilla con la mano sinistra alzata e sul paracollo c'è un grifone.
Nel rovescio si trova un toro cozzante verso destra. Nella base, in caratteri minuti, ιστορος. In esergo c'è un pesce e in alto l'etnico, (θουριων). Sul fianco del toro, in monogramma, υε
Alcuni interpretano il monogramma sul fianco del toro come le sigle del magistrato monetario, altri invece come firma di un altro artista.